# 302P/Lemmon-PANSTARRS
La comète Lemmon-PANSTARRS, officiellement 302P/Lemmon-PANSTARRS, est une comète périodique du système solaire, découverte le 16 août 2007 par les programmes Mount Lemmon Survey & Pan-STARRS.